# Meisje met de parel
Meisje met de parel (Brasil: Moça com o Brinco de Pérola / Portugal: Rapariga com o Brinco de Pérola) é uma pintura do artista neerlandês Johannes Vermeer de 1665. Como o seu nome indica, é utilizado um brinco de pérola como ponto focal. A pintura faz parte da coleção do Mauritshuis de Haia. É muitas vezes referido como "a Mona Lisa do Norte" ou "a Mona Lisa holandesa".

## História
Em geral, muito pouco se sabe sobre Vermeer e as suas obras. Esta pintura está assinada como "IVMeer", mas não está datada. Não está claro se este trabalho foi encomendado, e em caso afirmativo, por quem. Em qualquer caso, é provável que não pretenda ser um retrato convencional. Mais recentemente a literatura sobre Vermeer aponta para a imagem de ser um "tronie", a descrição para o holandês do século XVII de que uma "cabeça" não era para ser um retrato. Após a restauração mais recente da pintura em 1994, o esquema de cores subtis e a intimidade da menina olhando para o espectador foi muito aumentado. Não se conhece quem foi a modelo para a pintura.
Seguindo o conselho de Victor de Stuers, que durante anos tentou impedir obras raras de Vermeer de serem vendidas a terceiros no exterior, A.A. des Tombe comprou a obra num leilão em Haia, em 1881, por apenas dois florins e trinta centavos. Na época, a pintura estava em más condições. Des Tombe não tinha herdeiros e doou esta e outras pinturas para o Mauritshuis, em 1902.
Em 1937, uma pintura muito semelhante, A Moça Sorridente, identificada na época também como obra de Vermeer, foi doada pelo coleccionador Andrew W. Mellon para a National Gallery of Art, em Washington D.C., e é agora amplamente considerada como uma farsa. O perito em trabalhos de Vermeer, Arthur Wheelock alegou, num estudo de 1995, que é obra do artista e falsificador do século XX Theo van Wijngaarden, um amigo de Han van Meegeren. e ela pode ser sim considerada uma pintura do estilo barroco.

## Origem dos pigmentos
Estudos realizados em 2023, descobriram que a Tinta à base de chumbo veio de Peak District na Inglaterra, o Carmim de insetos no México e o Azul ultramarino do Afeganistão.

## Vandalismo
Em 27 de outubro de 2022, um ativista do grupo ecologista Just Stop Oil colou sua cabeça no vidro que protege a pintura, e foi coberto com sopa vermelha por outro ativista. Em seguida, um outro ativista do grupo colou sua mão na moldura. As ações causaram danos a moldura, mas a pintura não sofreu danos. Os dois e mais um membro do grupo foram presos por crimes contra o patrimônio.

## Filme
Em 2003, um filme de Hollywood foi feito com o mesmo título da pintura, Moça com Brinco de Pérola, apresentando Colin Firth como Vermeer e Scarlett Johansson como a menina da pintura.